# ニューカッスル大学 (イングランド)
ニューカッスル大学 (Newcastle University、略称NCL)はダラム大学の医学科が独立し、ニューカッスル・アポン・タイン市に創設された国立の大学である。赤レンガ大学群に所属し、また、イギリスの研究大学で構成されるラッセル・グループにも所属している。
大学教育は、英国政府のTEF（Teaching Excellence Framework）で金賞を受賞し、国内で最も質の高い教育機関であると認知されている。

## 概要
イングランド北部の都市ニューカッスル・アポン・タイン市の歴史的な町の中心部に位置し、美しい田園風景とイングランドの北東部のノーザンバーランドの沿岸へもすぐの好立地となっている。
広大なキャンパスを持ち、広大な図書館、語学センター、学生会館、食堂、コンピューター施設、スポーツ施設、18ホールのゴルフ場、学生寮や農学・生物・環境科学の研究施設、天文台が整備されている。
現在大学には、20,000人以上のフルタイムとパートタイムの大学生・大学院生が学んでおり、その数には120以上の異なる国からの留学生も含まれている。2008年にはニューカッスル大学の海洋学部がシンガポールに海外学部を開設し、医学部をマレーシアに開設し、アジア進出も行っている。

## ランキング
イギリス大衆紙Timesによる国内大学ランキングにおいて12位、QS WORLD UNIVERSITY RANKINGS-2023(QS世界大学ランキング)において122位、にランクインした。
Times Higher Education World University Rankings 2022では世界第146位、Impact Rankings 2022では世界第15位と位置付けられている。
その他、2014年のResearch Excellence Framework（REF）では、コンピュータサイエンスの研究成果は英国内で1位を獲得している。臨床医学の研究成果は4位に位置しており、英語の研究では英国第3位（インパクトでは第1位）、地理学、建築・計画学、文化・メディア学の研究の質がトップ12に入っている。土木工学の研究成果が第3位、数理科学の研究で英国第11位である。

## 組織
|  |  |  |  |  |  |  |  |  |  |  |  |  |  |  |  |  |  |  |  |  |

|  |  |  |  |  |  |  |  |  |  |  |  |  |  |  |  |  |  |  |  |  |

|  |  |  |  |  |  |  |  |  |  |  |  |  |  |  |  |  |  |  |  |  |

## 研究機関
- Informatics Research Institute (IRI)
- Institute for Ageing and Health (IAH)
- Institute for Cell and Molecular Biosciences
- Institute for Nanoscale Science and Technology (INSAT)
- Institute for Policy and Practice (IPP)
- Institute for Research on Environment and Sustainability (IRES)
- Institute of Human Genetics (IHG)
- Institute of Neuroscience
- Newcastle Institute for the Arts, Social Sciences and Humanities (NIASSH)
- Northern Institute for Cancer Research (NICR)

## 卒業生
- テリー・ファレル（1939-） - 建築家
- ポール・ケネディ（1945-） - 歴史学者
- ウィルコ・ジョンソン（1947-2022） - ミュージシャン
- クリス・スティール＝パーキンス （1947－） - 写真家
- ローワン・アトキンソン（1955-） - コメディアン
- ニール・ポーター（1958-） - 造園家
- クリス・ヴァンス（1971-） - 俳優
- ユージェニー・オブ・ヨーク（1990-）- イギリス王室の王女
- ダンカン・ワトモア（1994-） - サッカー選手